# مارتین آگیرگابیریا
مارتین آگیرگابیریا (اسپانیایی: Martín Aguirregabiria‎؛ زادهٔ ۱۰ مهٔ ۱۹۹۶) بازیکن فوتبال اهل اسپانیا است که در پست مدافع برای باشگاه فوتبال دپورتیوو آلاوس بازی می‌کند.
وی همچنین در تیم ملی فوتبال زیر ۲۱ سال اسپانیا بازی کرده‌است.